# Grand Combin
De Grand Combin is een berg in de Westelijke Alpen, in het zuidwesten van het Zwitserse kanton Wallis. Op de Grand Combin zelf en in het bergmassief, dat door de Grand Combin wordt gevormd, ligt een groot aantal gletsjers. Vooral vanaf het noorden, vanaf het skigebied van Verbier maken de gletsjers van de Grand Combin indruk.
Dit bergmassief, waarvan de Grand Combin dus de hoogste berg is, wordt in het westen door het Val d'Entremont en de Grote Sint-Bernhardpas, in het noorden en oosten door het Val de Bagnes en in het zuiden door het Val d'Ollomont begrensd. Geologisch gezien behoort het massief tot de Penninische dekbladen. Het gesteente heeft onder grote druk gestaan en bestaat voornamelijk uit gneis.
De Grand Combin heeft drie toppen, van west naar oost de Grand Combin de Valsorey (4184 m), de Grand Combin de Grafeneire (4314 m) en de Grand Combin de la Tsessette (4135 m). De Grand Combin wordt meestal beklommen vanuit Bourg-Saint-Pierre over de westflank naar de top van de Grand Combin de Grafeneire, de hoogste van de drie toppen. Die beklimming begint in de Cabane du Valsorey. De Grand Combin werd voor het eerst beklommen op 30 juli 1859, door Charles Sainte-Claire Deville met Daniel, Emmanuel en Gaspard Balleys en met Basile Dorsaz.
Verder liggen in het door de berg gevormde massief ook nog de Petit Combin (3663 m), de Combin de Corbassière (3716 m), de Tournelon Blanc (3702 m) en de Mont Vélan (3727 m). Over de laatste loopt de grens van Zwitserland en Italië.
Het is mogelijk om in ongeveer een week om de Grand Combin te lopen. Die tocht heet de Tour des Combins en gaat door Zwitserland en Italië.